# The Queen Alone
| Recensione              | Giudizio |
| ----------------------- | -------- |
| AllMusic                |          |
| Dizionario del Pop-Rock |          |

The Queen Alone è un album discografico di Carla Thomas, pubblicato dall'etichetta discografica Stax Records nel giugno del 1967.

## Tracce

### LP
Lato A
1. Any Day Now – 3:40 (Bob Hilliard, Burt Bacharach)
2. Stop Thief – 2:37 (Isaac Hayes, David Porter, Joe Shamwell)
3. I Take It to My Baby – 2:55 (Isaac Hayes, David Porter, Steve Cropper)
4. I Want to Be Your Baby – 2:14 (Isaac Hayes, David Porter)
5. Something Good (Is Going to Happen to You) – 2:30 (Isaac Hayes, David Porter)
6. When Tomorrow Comes – 2:30 (Isaac Hayes, David Porter)

Lato B
1. I'll Always Have Faith in You – 2:52 (Eddie Floyd, Al Isbell)
2. All I See Is You – 3:30 (Clive Westlake, Ben Weisman)
3. Unchanging Love – 2:45 (Isaac Hayes, David Porter)
4. Give Me Enough (To Keep Me Going) – 2:27 (Deanie Parker)
5. Lie to Keep Me from Crying – 2:25 (Homer Banks, Allen Jones)

## Musicisti
- Carla Thomas – voce
- Altri musicisti non accreditati

Note Aggiuntive
- Jim Stewart – produttore, supervisione
- Jean-Pierre Leloir – foto copertina album originale
- Loring Eutemey – design copertina album originale
- Joe Bogart e Frank Costa – note retrocopertina album originale[5]

## Classifica
Album
| Anno | Classifica             | Posizione raggiunta |
| ---- | ---------------------- | ------------------- |
| 1967 | Billboard 200          | 133                 |
| 1967 | Top R&B/Hip-Hop Albums | 16                  |

Singoli
| Anno | Titolo del brano                           | Classifica            | Posizione raggiunta |
| ---- | ------------------------------------------ | --------------------- | ------------------- |
| 1967 | Something Good (Is Going to Happen to You) | Billboard Hot 100     | 74                  |
| 1967 | I'll Always Have Faith in You              | Billboard Hot 100     | 85                  |
| 1967 | When Tomorrow Comes                        | Billboard Hot 100     | 99                  |
| 1967 | I'll Always Have Faith in You              | Hot R&B/Hip-Hop Songs | 11                  |
| 1967 | Something Good (Is Going to Happen to You) | Hot R&B/Hip-Hop Songs | 29                  |